# 約翰·奧古斯都·瓦爾貝里
約翰·奧古斯都·瓦爾貝里（Johan August Wahlberg，1810年10月9日—1856年3月6日），生於瑞典哥德堡附近的Lagklarebäck（今名Lackarebäck），死於貝專納保護國的恩加米湖畔。瑞典自然科學家和探險家。
1838年到1856年期間，瓦爾貝里到南部非洲考察，採集了數以千記的生物標本寄回瑞典。當他考察奧卡萬戈地區時，在現今博茨瓦納馬翁西北方向約10公里的塔馬拉卡內河畔，他被一頭受傷的大象攻擊致死。
在瓦爾貝里的死訊傳到瑞典前，斯德哥爾摩方面無從知曉其意外身亡，因此他於1856年10月8日當選瑞典皇家科學院的成員。他也因此成為瑞典皇家科學院有史以來唯一一位在死後當選的成員。
有數種生物以瓦爾貝里命名以誌紀念，包括細嘴雕Wahlberg's eagle Aquila wahlbergi (Sundevall 1851)， 沃氏蜜鴷Wahlberg's honeyguide Prodotiscus regulus (Sundevall 1850)， 海角鸕鶿Wahlberg's cormorant Phalacrocorax neglectus, 韋氏頸囊果蝠（或譯“華伯肩毛果蝠”）Wahlberg's epauletted fruit bat Epomophorus wahlbergi， 沃爾節蛙the bush squeaker Arthroleptis wahlbergii (Smith 1849)， 以及一種榼藤子屬植物Entada wahlbergi。